# Björkängs landskommun
Björkängs landskommun var en tidigare kommun i dåvarande Skaraborgs län.

## Administrativ historik
Kommunen inrättades i Björkängs socken i Vadsbo härad i Västergötland när 1862 års kommunalförordningar trädde i kraft.  
9 november 1883 inrättades Töreboda municipalsamhälle. 1909 utbröts Töreboda köping
1939 uppgick kommunen i Töreboda köping som 1971 uppgick i Töreboda kommun.